# Белей Тарас Михайлович
Тарас Михайлович Белей (нар. 12 січня 1948, Станіслав, УРСР) — радянський футболіст та тренер, виступав на позиції воротаря.

## Життєпис
Вихованець юнацької команди «Спартак» (Івано-Франківськ), першим тренером якого був відомий у минулому гравець івано-франківської команди Маркіян Рипан. У 1966 році тренер Мирослав Думанський запросив воротаря в основний склад команди, там він був дублером Емеріха Микульця. У вересні 1967 року на товариському турнірі спартаківських команд Белея помітив Андрій Старостін й запросив у московський «Спартак». У складі червоно-білих воротар був дублером Володимира Маслаченка й за два з половиною роки зіграв лише два матчі у вищій лізі — 9 вересня 1968 року вийшов на заміну на 82-й хвилині у грі проти «Арарату» і 26 квітня 1970 року відіграв повний матч проти ростовського СКА.
Під час сезону 1970 року повернувся до Івано-Франківська, потім також виступав за клуби «Іскра» (Смоленськ), СКА (Київ) та «Нива» (Бережани). У складі івано-франківського клубу зіграв 357 матчів у першості СРСР, вважається найкращим воротарем в історії прикарпатського футболу.
У 1989-1992 роках працював у тренерському штабі «Прикарпаття», потім — у футбольній школі клубу. Серед його вихованців — Олег Рипан та Микола Волосянко.